# Папуга індійський
Папуга індійський (Psittacula eupatria) — вид птахів родини папугових.

## Поширення
Мешкає в Південній Азії: Індії, Пакистані, східному Афганістані, Ірані, на острові Шрі-Ланка і Андаманських островах, а також в низці районів Південно-Східної Азії (М'янма, В'єтнам, Лаос). Невелика популяція існує в Стамбулі.

## Зовнішній вигляд
Це найбільший папуга у роді. Довжина папуги з хвостом 45-58 см. Забарвлення оперення трав'янисто-зелене, тім'я — з синім відтінком. На лопатках є бура пляма, на лобі — вузька чорна смужка, є також чорні «вуса», що починаються від піддзьоба і тягнуться назад по нижньому краю щік. Самці цього виду мають широке «намисто», яке на верхній частині шиї рожеве, а з боків шиї і до нижньої частини дзьоба — чорне («краватка»). У самиць і молодих птахів такого «намиста» немає. Дзьоб великий, яскраво-червоний, а у молодих папуг він морквяного кольору.

## Спосіб життя
Населяють верхній ярус тропічного лісу і рідко спускаються на землю.
Як і всі афро-азійські папуги — добрі літуни, але зазвичай літають на невелику відстань.

## Розмноження
У кладці зазвичай 2-4 яйця, які насиджує самиця. Інкубація триває 23-24 дні. Самець в цей час її годує і охороняє гніздо. Молодь у віці 6 тижнів починає показуватися з гнізда, а в 7 тижнів залишають його зовсім. За забарвленням вони схожі на самицю, але загальне зелене забарвлення у них тьмяніше. На 3-му році життя після линьки у самців з'являється характерне «намисто».

## Утримання
Їх здавна тримають у клітках як домашніх птахів. Перші згадки і малюнки з їх зображенням відносяться до часів Стародавнього Риму. Любителі утримують цих папуг за їх ласкаву вдачу і красу. Відомі випадки, коли папуги цього виду «заучували» до 100 слів, але це дуже рідко, частіше їх здатності обмежуються 10-15 словами. В умовах клітково-вольєрного утримання живуть довго.

## Класифікація
Вид включає в себе 5 підвидів, які розрізняються між собою розмірами і деякими деталями забарвлення:
- Psittacula eupatria avensis (Kloss, 1917)
- Psittacula eupatria eupatria (Linnaeus, 1766)
- Psittacula eupatria magnirostris (Ball, 1872)
- Psittacula eupatria nipalensis (Hodgson, 1836)
- Psittacula eupatria siamensis (Kloss, 1917)